# Juan Carlos Arce (Fußballspieler)
Juan Carlos Arce Justiniano (* 10. April 1985 in Santa Cruz de la Sierra) ist ein ehemaliger bolivianischer Fußballspieler, der über mehrere Jahre hinweg beim Club Bolívar spielte und 18 Jahre lang Mitglied der bolivianischen Fußballnationalmannschaft war.

## Karriere

### Verein

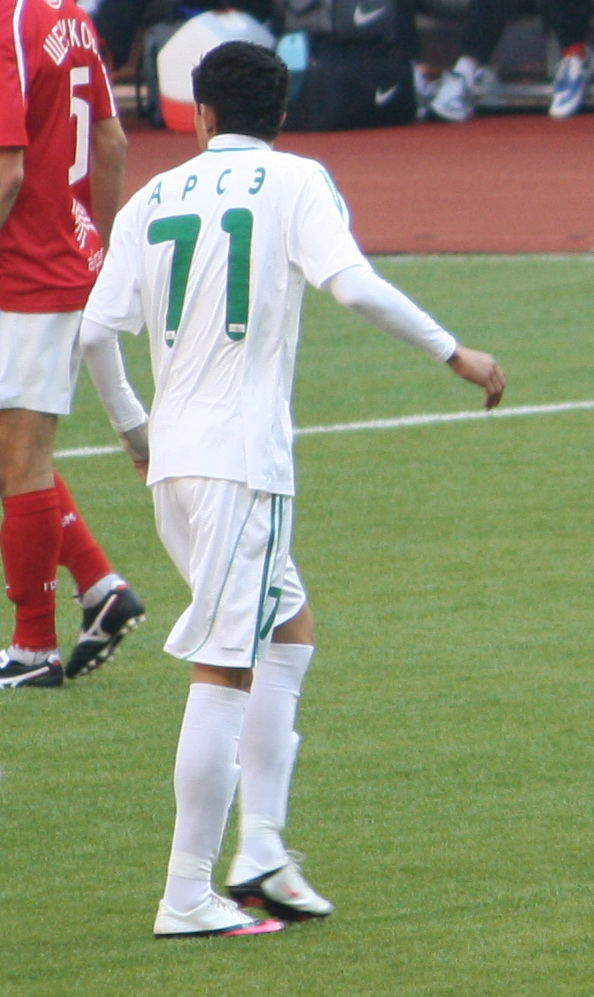
Arce vor einer Einwechslung

Arce startete seine Karriere bei der Tahuichi Academy, Boliviens berühmtester Jugendakademie. 2003 unterzeichnete er einen Vertrag beim bolivianischen Erstligisten Oriente Petrolero. Im Jahr 2006 wurde er zu Portuguesa ausgeliehen, jedoch kehrte er am Ende der Saison wieder zurück zu Oriente Petrolero. Im Januar 2007 wurde er zu den berühmten brasilianischen Klub SC Corinthians ausgeliehen. Obwohl er eine gute Saison gespielt hatte, konnte er den Abstieg seines Teams nicht vermeiden und nachdem ein neuer Manager eingestellt wurde, hat man ihn aus dem Kader entfernt. Er machte bei den Corinthians 18 Spiele und schoss dabei zwei Tore. Ebenso schoss Arce zwei Tore im brasilianischen Pokal.
Seine nächste Leihe war in Katar beim Klub Al-Arabi. Diese endete dann Mitte 2008. Dann wurde er nach Südkorea zum Klub Seongnam Ilhwa Chunma in die K-League ausgeliehen, wo er den Klub jedoch nach elf Spielen wieder verließ. Im Januar 2009 kehrte er nach seinen vier Leihgeschäften zurück nach Bolivien zu seinem alten Klub Oriente Petrolero. Im Juli 2009 wurde er zum brasilianischen Klub Sport Recife ausgeliehen. Der Vertrag enthält eine sechsmonatige Leihe mit anschließender Kaufoption.
2010 wechselte er zum russischen Verein Terek Grosny. Nach zwanzig Spielen, in denen ihm kein Tor gelang, kehrte er zu Oriente Petrolero zurück. Dort verweilte er jedoch nur eine Spielzeit, danach wechselte er zum Ligakonkurrenten Club Bolívar.

### Nationalmannschaft
Seit seinem Debüt 2004 hat Arce bisher 67 Länderspiele für Bolivien bestritten. Er gehörte auch zum Kader für den Copa América 2007 in Venezuela. Dabei schoss er ein Tor gegen den Gastgeber.